# Dějiny lidské sexuality
Dějiny lidské sexuality jsou oblastí kterou zkoumají především historici, filosofové, psychiatři i sexuologové. V historii se v oblasti sexuality ale kříží vlivy prakticky všech oborů od zdravovědy, statistiky a ekonomiky po politiku, okultismus a náboženství.

## Historie v pohlavním styku v souvislosti s filosofií a pravidly
Právní předpisy týkající se sexuality jsou zmiňovány v nejstarších asyrských zákonících. V starověkém Římě byl pohlavní styk zobrazován obrazy a popisován v literárních dílech. Během období středověku začal být pohlavní styk považován za hříšný a pošpiňující, ženy za prostopášnice. Během období humanismu se pohled na lidskou sexualitu změnil. Michel Foucault zdůrazňuje, že ještě na konci 17. století panovala značná sexuální otevřenost a tolerance. Až křesťanská pastorace učinila ze sexu jakousi „znepokojivou záhadu“ a až moderní společnost sexu přikládá hodnotu tajemství.
Ovšem i poté bývalo v slušných rodinách společenskou nezbytností zakrývat nohy od nábytku, aby nesváděly k hříšným myšlenkám. V 18. století v rámci osvícenství došlo k další sexuální revoluci a uvolnění chování pojímaného jako mravné.
Uvádí se, že byla frekvence pohlavních styků mezi manželi vyšší na venkově. Naproti tomu se ve městech dbalo hlavně na to, aby nevhodným sexuálním chováním nedošlo k újmě dobrého jména měšťanské rodiny.
Během 19. století změnili evropský pohled na pohlavní styk a lidskou sexualitu svými pracemi filosofové a lékaři. Na počátku 20. století došlo k sexuální revoluci po zveřejnění statistických a zdravotnických výzkumů.
Největším přelomem ve vnímání sexuality byly v polovině 20. století celosvětově známé Kinseyho zprávy, vědecké studie, zabývající se bez ohledu na atmosféru "mravnosti", všeobecné hlouposti a prudérnosti lidskou sexualitou, především z hlediska sexuality. Tyto zprávy statistickou metodou dokazovaly, že se propagované sexuální pravidla a principy mravnosti zcela rozcházejí s běžnou praxí a především uspokojující praxí při pohlavním styku. Prokázal například, že celá řada zastrašujících tvrzení ohledně masturbace je zcela nepravdivá a hloupá, že masturbace je přes tyto nesmyslná tvrzení praktikována velkou většinou obyvatel USA a má pozitivní vliv i v manželství a na pohlavní styk. Průzkumy a zprávy prováděné Kinseyem vzbudily nejen vlnu zájmu ale i rozsáhlé společenské změny.
V 60. letech 20. století došlo k společenské revoluci (hippies) v USA, která svými účinky do 21. století vyprchala a především v rámci boje s AIDS, vzrůstajícímu vlivu křesťanství a islámu dochází v Evropě k silnému utužování morálky a změně pohledu na pohlavní styk. Společensky se v USA významnou akcí stává tanec čistoty (purity ball). Tato aktivita ostentativně poukazuje na "čistotu mysli, těla a duše" . Akce se účastní otcové a dcery.
Podle některých zdrojů společnost v 21. století v ČR upouští od tradičních rodinných hodnot, které jsou nahrazovány jinými. Konzervatismus české populace se oploštil a nahradil jej liberalismus. Podle domněnek těchto autorů toto měnící se prostředí vytvářící se na základech liberalismu, více vytváří podmínky pro vznik sociálně patologických jevů, nežli prostředí konzervativní s tím, že oslabováním pevných pravidel a omezením společenské kontroly dochází k porušování společensky přijatelných norem chování.

## Historie v pohlavním styku v souvislosti s politikou
Sexualita má podle některých zdrojů obrovský politický náboj, a ačkoli konzervativci prosazují omezení projevu témat souvisejících s pohlavním stykem a vytěsnění tématu sexuality mimo veřejný prostor, je snahou konzervativních politiků dosáhnout zakotvení sexuality určitého typu (výhradně heterosexuální, manželská a prokreativní) . Poté, podle názoru některých sociologů, využívají sexuality k marginalizaci, diskriminaci či diskreditaci všech, kteří normě neodpovídají, nebo jsou tak označeni. Jako způsobu získávání a udržení politického vlivu. Z uvedeného vyplývá že pohlavní styk a způsob jeho (ne)provádění může být úspěšnou metodou získání moci a legáním způsobem eliminace části konkurence.
V rámci kampaní různých náboženských skupin, které prosazují sexuální abstinenci před svatbou (často i jako formu sexuální výchovy) je propagovaným módním trendem nosit „prsteny čistoty“. Módu sexuální abstinence a nošení prstenů prosazoval i prezident George Bush mladší.Výsledkem posilování pocitů studu a snahy o zachovávání panenství mezi mladými lidmi byl však nedostatek znalostí a následkem toho předčasný vstup do sexuálního života a šíření sexuální nákazy. V minulosti takové snahy měly za následek často i nechtěná těhotenství a umělé potraty, včetně utajených. naopak sexuální osvěta a dostupná antikoncepce působí opačně.
Pohlavním studem se v minulosti zabývalo mnoho autorů s křesťanskými vlivy a byl zdůrazňován církvemi a podporován výchovou. Podle některých knih z 19. století Jako takový není stud důsledkem mravní výchovy, nýbrž spíše předpokladem skutečné mravnosti. Politické záměry osob a skupin s cílem získat publicitu, mohou využívat prudérie a zabraňovat jiným ve vzdělávání i bez toho, že by se uvedené osoby samy vyhýbaly pohlavnímu styku, nebo byly prudérní.

## Historie v pohlavním styku v souvislosti s alchymií a zdravovědou
Pohlavní styk někdy není uskutečnitelný pro fyzické možnosti nebo odpor druhého. V minulosti se pro dosažení pohlavního styku používaly nápoje lásky a afrodisiaka. Tyto přípravky měly poblouznit osobu která byla cílem, vyvolat milostnou touhu, vrátit fyzickou sílu, nebo vyvolat erekci. Některé takové přípravky byly nebezpečné. Základem nápojů lásky mnohdy bývaly jedovaté a neúčinné mandragory nebo vysoce jedovaté španělské mušky (Puchýřník lékařský). K vyvolání stavu bezmocnosti a následné amnézie, pro provedení pohlavního styku na bezmocné osobě, byl v ČSSR na konci 20. století používán běžně prodávaný přípravek proti bolesti zubů nastrouhaný do kávy. Takové chování se hodnotilo jako znásilnění. Pro riziko širokého zneužívání byl přípravek stažen z prodeje. 

### Afrodisiaka
Afrodisiakální účinky při pohlavním styku jsou tradičně přisuzovány rohům živočichů nebo plodům a houbám s tvarem podobným penisu (např. hadovka smrdutá).
Ve starověku a středověku byla víra v afrodisiaka poměrně silná, byly používány různé, často jedovaté rostliny či jejich kořeny (oblíbené byly mandragora či alraun), připravovaly se různé nápoje lásky, výroba afrodisiak byla součástí čarodějných obřadů. V současné době je známa víra v afrodisiakální účinky částí nebo výtažků z tygra nebo rohu nosorožce, klu slona. Mezi přírodní látky s povzbudivými účinky jsou řazeny výtažky z rostlin bujarník johimbe, děhel čínský, škornice velkokvětá, zázvor, ženšen pravý a další.

### Antikoncepce
Různé metody antikoncepce se používají už od starověku, opravdu spolehlivé a bezpečné metody se ale objevily teprve ve 20. století. podle dostupných informací si po pohlavním styku opakovaně a důkladně oplachovaly pohlavní orgány ve snaze vymýt sperma a tím zabránit oplodnění. Popsáno je i pojídání silně kořeněných jídel ve větší míře po dobu několika dní po pohlavním styku, jako antikoncepce. Přičemž je známo., že některé jedovaté látky obsažené v koření působí jako abortivum.

## Historie pohlavního styku v souvislosti s uměním
Zobrazením a vyjádřením pohlavního styku a touhy po něm se zabývalo zřejmě nejčastěji výtvarné umění v malbě, sochařství a fotografii, ale lze je najít i v jiných oborech umění,divadle, hudbě a literatuře. Tyto díla tvořily se téměř v každé civilizaci, dávnověkých i moderních. Rané kultury často spojovaly sexuální akt s nadpřirozenými silami a proto je jejich víra s takovými znázorněními propletena. 